# Municipio de Stites
El municipio de Stites (en inglés: Stites Township) es un municipio ubicado en el condado de St. Clair en el estado estadounidense de Illinois. En el año 2010 tenía una población de 749 habitantes y una densidad poblacional de 122,69 personas por km².

## Geografía
El municipio de Stites se encuentra ubicado en las coordenadas 38°39′9″N 90°9′43″O / 38.65250, -90.16194. Según la Oficina del Censo de los Estados Unidos, el municipio tiene una superficie total de 6.1 km², de la cual 5,46 km² corresponden a tierra firme y (10,48 %) 0,64 km² es agua.

## Demografía
Según el censo de 2010, había 749 personas residiendo en el municipio de Stites. La densidad de población era de 122,69 hab./km². De los 749 habitantes, el municipio de Stites estaba compuesto por el 2,54 % blancos, el 95,06 % eran afroamericanos, el 0,13 % eran isleños del Pacífico, el 0,27 % eran de otras razas y el 2 % eran de una mezcla de razas. Del total de la población el 1,6 % eran hispanos o latinos de cualquier raza.